# Maurice Nasil
Maurice Nasillski, dit Maurice Nasil, né le 7 juillet 1913 à Alger et mort le 6 janvier 2003 dans le 9e arrondissement de Paris,  est un acteur français.

## Biographie

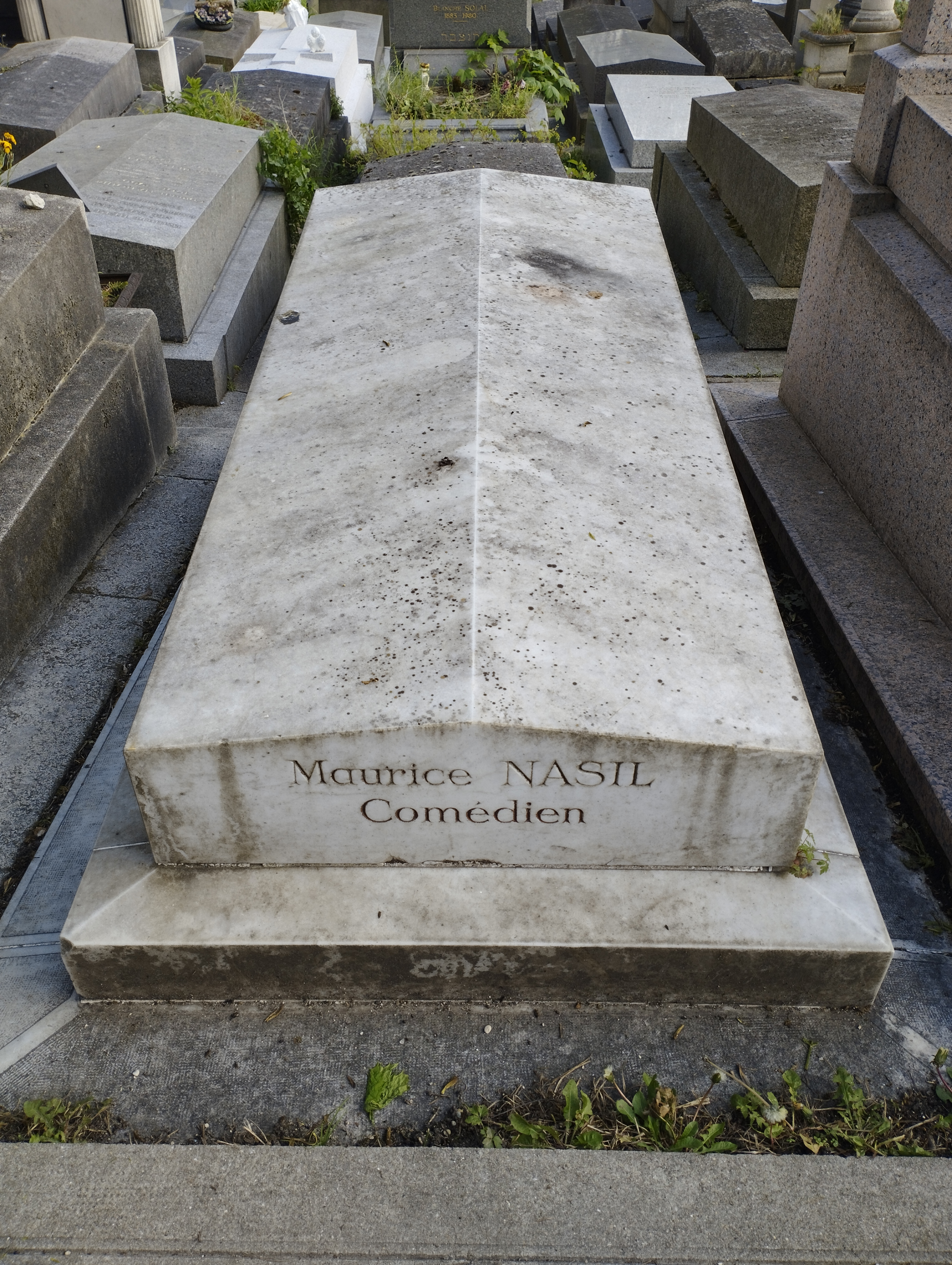
Tombe de Maurice Nasil au cimetière du Père-Lachaise (division 96).

Il a joué notamment dans la Vache et le Prisonnier, Le Président et Le Livre de la jungle (comme voix française). Il est la voix de Timide dans Blanche-Neige et les Sept Nains (doublage de 1962).
Il repose au cimetière du Père Lachaise à Paris, juste à côté du peintre Amedeo Modigliani (96e division).

## Filmographie

### Cinéma
- 1939 : La Nuit de décembre de Kurt Bernhardt
- 1945 : Tant que je vivrai de Jacques de Baroncelli
- 1946 : Un revenant de Christian-Jaque
- 1948 : D'homme à hommes de Christian-Jaque
- 1948 : L'Aigle à deux têtes de Jean Cocteau
- 1950 : Lady Paname de Henri Jeanson
- 1950 : Souvenirs perdus de Christian-Jaque
- 1951 : Les Amants de bras-mort de Marcello Pagliero
- 1951 : Gibier de potence de Roger Richebé
- 1953 : Le Portrait de son père d'André Berthomieu
- 1957 : À la Jamaïque d'André Berthomieu
- 1959 : Le Grand chef d'Henri Verneuil
- 1959 : La Vache et le Prisonnier d'Henri Verneuil
- 1961 : Le Président d'Henri Verneuil
- 1963 : Le Glaive et la Balance d'André Cayatte
- 1963 : Chair de poule de Julien Duvivier
- 1966 : Le Voyage du père de Denys de la Patellière
- 1967 : Les Risques du métier d'André Cayatte
- 1971 : Mourir d'aimer d'André Cayatte
- 1974 : Verdict d'André Cayatte
- 1975 : L'Incorrigible de Philippe de Broca

### Télévision
- 1956 : En votre âme et conscience, épisode : L'Affaire Lesnier de Jean Prat
- 1957 : En votre âme et conscience, épisode : L'Affaire Lafarge de Jean Prat
- 1959 : En votre âme et conscience, épisode : L'Affaire Steinheil de Jean Prat
- 1961 : Le Théâtre de la jeunesse : Cosette d'après Les Misérables de Victor Hugo, réalisation Alain Boudet
- 1964 : Commandant X - épisode : Le Dossier cours d'assises de Jean-Paul Carrère
- 1970 : Ne vous fâchez pas Imogène de Lazare Iglesis
- 1972-1973 : "Les Rois maudits", de Claude Barma
- 1980 : Au théâtre ce soir : Danse sans musique de Richard Puydorat et Albert Gray d'après Peter Cheyney, mise en scène René Clermont, réalisation Pierre Sabbagh, théâtre Marigny

## Théâtre
- 1935 : Margot d'Édouard Bourdet, mise en scène Pierre Fresnay, théâtre Marigny
- 1936 : Fric-Frac d'Édouard Bourdet, théâtre de la Michodière
- 1939 : Trois Valses de Léopold Marchand et Albert Willemetz, mise en scène Pierre Fresnay, théâtre de la Michodière
- 1946 : Divines Paroles de Ramón María del Valle-Inclán, mise en scène Marcel Herrand, théâtre des Mathurins
- 1949 : Le Petit Café de Tristan Bernard, mise en scène Yves Mirande, théâtre Antoine
- 1952 : La neige était sale de Georges Simenon, adaptation Frédéric Dard, mise en scène Raymond Rouleau, théâtre des Célestins
- 1954 : Colombe de Jean Anouilh, mise en scène André Barsacq, théâtre des Célestins, théâtre de l'Atelier
- 1954 : Les Sorcières de Salem d'Arthur Miller, mise en scène Raymond Rouleau, théâtre Sarah-Bernhardt
- 1957 : Concerto de Jean-Jacques Varoujean, mise en scène Jean Chapot, théâtre de l'Œuvre
- 1957 : Le Journal d'Anne Frank de Frances Goodrich et Albert Hackett, mise en scène Marguerite Jamois, théâtre Montparnasse
- 1960 : Le Journal d'Anne Frank de Frances Goodrich et Albert Hackett, mise en scène Marguerite Jamois, théâtre des Célestins
- 1961 : Gorgonio de Tullio Pinelli, mise en scène Claude Sainval, Comédie des Champs-Élysées
- 1963: La Robe mauve de Valentine de Françoise Sagan, mise en scène Yves Robert, théâtre des Ambassadeurs
- 1964: La Robe mauve de Valentine de Françoise Sagan, mise en scène Yves Robert, théâtre des Célestins
- 1965 : Pourquoi pas Vamos de Georges Conchon, mise en scène Jean Mercure, théâtre Édouard VII
- 1966 : La Fin du monde de Sacha Guitry, mise en scène Jean-Pierre Delage, théâtre de la Madeleine
- 1967 : Black Comedy de Peter Shaffer, mise en scène Raymond Gérôme, théâtre Montparnasse
- 1968 : Black Comedy de Peter Shaffer, mise en scène Raymond Gérôme, théâtre des Célestins
- 1970 : La neige était sale de Georges Simenon, mise en scène Robert Hossein d'après celle de Raymond Rouleau, théâtre des Célestins, tournée Herbert-Karsenty
- 1972 : Le Jour le plus court de Jean Meyer, mise en scène de l'auteur, théâtre des Célestins
- 1973 : La Royale Performance de Marcel Mithois, mise en scène Jean-Pierre Delage, théâtre des Bouffes-Parisiens
- 1974 : Le Mari, la Femme et la Mort d'André Roussin, mise en scène de l'auteur, tournée Herbert-Karsenty
- 1976 : Gilles de Rais de Roger Planchon, mise en scène de l'auteur, TNP Villeurbanne
- 1977 : Gilles de Rais de Roger Planchon, mise en scène de l'auteur, théâtre national de Chaillot
- 1977 : Les Femmes savantes de Molière, mise en scène Jean Meyer, théâtre des Célestins

## Doublage
Longs-métrages
- Danny Kaye dans :
  - Le Laitier de Brooklyn (1946) : Burleigh Hubert Sullivan
  - La Vie secrète de Walter Mitty (1947) : Walter Mitty
  - Si bémol et Fa dièse (1948) : le professeur Hobart Frisbee
  - Vive monsieur le maire (1949) : Georgi
  - La Folle de Chaillot (1969) : le Chiffonnier

- 1945 : Aladin et la Lampe merveilleuse : Abdullah (Phil Silvers)
- 1946 : Le Magicien d'Oz : l'Épouvantail (Ray Bolger[2],[3])
- 1951 : L'Épée de Monte Cristo : Signor Donner (Ian Wolfe)
- 1952 : Le Fils d'Ali Baba : Babu (Leon Belasco)
- 1952 : Aveux spontanés : Gabor Czeki alias Grisha (Sandro Giglio)
- 1952 : Mes six forçats : Steve Kopac (Jay Adler)
- 1955 : Des pas dans le brouillard : Brasher (Peter Bull)
- 1957 : Demain ce seront des hommes : le cadet Simmons (Arthur Storch)
- 1960 : L'Auberge du Cheval-Blanc : Anton (Rudolf Carl)
- 1961 : Ville sans pitié : Herr Schmidt (Philo Hauser)

Longs-métrages d'animation
- 1937 : Blanche-Neige et les Sept Nains : Timide[4]
- 1941 : Dumbo : La cigogne
- 1945 : Bambi de David D. Hand : Fleur[5]
- 1949 : Le Crapaud et le Maître d’école : Ange McBlaireau
- 1954 : La Ferme des animaux : Mouchard
- 1967 : Le Livre de la jungle : Ziggy

Courts-métrages d’animation
- 1941 : Tends la patte : Mickey Mouse, la bonne conscience de Pluto (premier doublage)